# Browary Bydgoskie
Kujawiak Browary Bydgoskie – browar w Bydgoszczy funkcjonujący w latach 1858–2006.

## Historia
Browar przy ul. Ustronie na stoku Wzgórza Wolności został założony w 1858 roku przez Juliusza Strelowa. Od momentu powstania do wybuchu II wojny światowej rozwijał się bardzo dynamicznie. W okresie międzywojennym, pomimo kryzysu gospodarczego, nie zmniejszał obrotów i cały czas był rozbudowywany i modernizowany.
Po 1945 roku został znacjonalizowany i jako przedsiębiorstwo państwowe działał pod nazwą Zakładów Piwowarskich w Bydgoszczy. W 1960 roku został połączony z browarem w Grudziądzu.
W 1972 awaria zaworu przy wirówce piwa w zakładzie przy ul. Ustronie spowodowała tłoczenie piwa do wodociągu miejskiego; piwo pojawiło się w kranach m.in. w budynkach przy ul. Toruńskiej i Babia Wieś.
W 1992 roku firma została przekształcona w przedsiębiorstwo prywatne i zmieniła nazwę na Kujawiak Browary Bydgoskie. W 2002 roku browar wszedł w skład grupy piwowarskiej Brau Union Polska. W 2005 roku po przejęciu austriackiego koncernu Brau Union przez korporację Heineken zakład wszedł w skład Grupy Żywiec.
W 2006 roku Grupa Żywiec podjęła decyzję o zamknięciu browaru. Produkcja marki Kujawiak została przeniesiona do Warki i Elbląga. W 2009 roku budynki zakładu piwowarskiego zostały wyburzone. W ich miejscu planowane jest wybudowanie osiedla mieszkaniowego.
W 2021 roku spółka Mazurska Manufaktura S.A., specjalizująca się w rzemieślniczym wyrobie alkoholi wysokoprocentowych oraz piwa (właściciel browaru w Szczytnie i browaru Profesja we Wrocławiu), zapowiedziała wznowienie do końca roku warzenia bydgoskiego piwa Bractwo, tym razem na terenie Bydgoskiego Parku Przemysłowo-Technologicznego w budynku przy ul. Carla Eberhardta, pełniącym niegdyś funkcję stacji transformatorowej w niemieckiej DAG Fabrik Bromberg. Produkcja miała wynosić 20 tys. hl rocznie. Z uwagi na wzrost kosztów produkcji, w 2022 roku zrezygnowano z tego projektu.